# Vaughnara
× Vaughnara, (abreviado Vnra) en el comercio, es un híbrido intergenérico entre los géneros de orquídeas Brassavola × Cattleya × Epidendrum. Fue publicado en Orchid Rev. 73(861) noh: 3 (1965).